# Aelbert Cuyp
Aelbert Cuyp, född 1620 i Dordrecht, död där 1691, konstnär, i huvudsak landskapsmålare, verksam i Dordrecht.
Cuyp hörde till en sedan två generationer före honom i Dordrecht bosatt konstnärsfamilj. Han var son och lärjunge till målaren Jacob Gerritsz. Cuyp (som hade varit lärjunge till Abraham Bloemaert) och brorson till Benjamin Gerritsz. Cuyp. Farfadern var en glasmålare Gerrit Gerritszoon Cuyp. Han betraktas som en av de främsta av 1600-talets nederländska landskapsmålare. Han skall inte ha haft någon annan lärare än sin far, men anses ha påverkats av Jan van Goyen (hans tidigare landskap i grå ton påminner om dennes).
Han målade företrädesvis nederländska landskap med mänskliga figurer och djur, särskilt nötboskap, men även sjömotiv med båtar; han målade även andra motiv, till exempel stilleben och porträtt, men flera stilleben som tidigare troddes vara av Cuyp blev i 1900-talets början omattribuerade (se nedan). I sin behandling av solljuset har Cuyp liknats vid Claude Lorrain; han besökte aldrig Italien men målade ett guldskimrande solljus över sina nederländska landskap som påminner om det man kan se vid Medelhavet och på målningar därifrån. Hemstaden Dordrecht syns ofta i bakgrunden på hans målningar.
En Cuyp-hausse bland engelska konstsamlare vid slutet av 1700-talet blev orsak till att de flesta av hans målningar under decennierna därefter kom att hamna i engelska samlingar, medan endast ett fåtal kom till de nederländska museerna. Äktheten av en Park med tre personer som finns i Nationalmuseum i Stockholm och är signerad med hans namn ansågs vid 1900-talets början vara tveksam (så i Nordisk Familjebok Länk till Nordisk Familjebok vid Runeberg.org).
Cuyps tidiga landskapsmålningar har sammanblandats med faderns och han anses omkring 1641 ha samarbetat med denne i ett par målningar. Somliga tavlor i en stil liknande Cuyps och signerade A C har tidigare tillskrivits Cuyp men har senare av Abraham Bredius identifierats såsom arbeten av Abraham van Calraet (skrev ibland sitt namn även Kalraet och utan van), sannolikt lärjunge till Cuyp hos vilken åtminstone Abrahams bror Barend van Kalraet kan dokumenteras ha varit inskriven som elev.